# アリストン (スパルタ王)
アリストン（古希: Ἀρίστων, Ariston, ? - 紀元前515年、在位：紀元前550年 - 紀元前515年）はエウリュポン朝のスパルタ王である。

## 生涯
アリストンは先王アガシクレスの子で、アギス朝の王アナクサンドリデスと同時代の人である。
前々からスパルタはテゲアと戦争を続けていたが、アリストンとその共同統治者アナクサンドリデス2世の代になってからテゲアに対して優位に立つことができた。
アリストンは二度結婚したが子は生まれなかった。二人目の妻の時、彼は友人のアゲトスの美人で有名な妻を得たいと思った。そこで彼はアゲトスに自分の持ち物で何でも望みのものを一つ与えるから、同じように自分にも望みのものを一つくれと提案した。アリストンには妻がいたのでまさか自分の妻を要求するとは思ってもいなかったアゲトスは承諾し、契約を交わした。アリストンはアゲトスに彼の欲するものを与えた後、アゲトスに彼の妻を要求した。アゲトスは拒んだが、契約をした手前拒みきれずに妻を奪われた。こうしてアリストンは二人目の妻を離縁して、アゲトスの妻を娶った。その間に生まれたのが次の王となるデマラトスである。ヘロドトスによれば、デマラトスの名前にはこのような由来がある。デマラトスが生まれる前、名望に優れたアリストンのために国民が彼に子ができるようにと祈願し、そこからアリストンの子はデーモス（国民、国家）とアラー（祈願）の合成でデマラトスと名づけられたという。
しかし、月数を数えたアリストンは初めはデマラトスをわが子とは認めなかった。後にアリストンが意見を翻したこともあり、その時は誰もその事を気には留めずに話自体は流れたが、これは後のデマラトス廃位の根拠となった。

## 註
1. ↑  ヘロドトス, I. 67
2. ↑  ibid, VI. 61-62
3. ↑  ibid, VI. 63
4. ↑  パウサニアス, III. 4. 4; III. 7. 7
5. ↑  ヘロドトス, VI. 64